# Accident de Thulé
L'accident de Thulé, (base renommée Base spatiale de Pituffik en 2023), également connu en anglais sous le nom de Thule affair ou Thule accident (en danois Thuleulykken), est l'accident aérien d'un bombardier B-52 Stratofortress de la United States Air Force (USAF) survenu le 21 janvier 1968 près de la base aérienne de Thulé sur le territoire danois du Groenland. L'avion effectue à ce moment-là une mission d'alerte Chrome Dome, dans le cadre de la dissuasion nucléaire de la guerre froide, et emporte quatre bombes à hydrogène dans sa soute. Alors qu'il passe au-dessus de la baie de Baffin, un incendie se déclare à l'intérieur de l'appareil, forçant l'équipage à évacuer avant que ce dernier ne puisse effectuer un atterrissage d'urgence à la base de Thulé, distante d'une dizaine de kilomètres. Six membres d'équipage s'éjectent sans accident, mais le septième, n'ayant pas de siège éjectable, est tué alors qu'il tente de sauter en parachute. Le bombardier s'écrase sur la banquise dans la baie North Star au Groenland, ce qui entraîne la détonation des explosifs conventionnels à bord, la rupture et la dispersion des charges nucléaires, conduisant à une contamination radioactive. La neige contaminée est envoyée aux États-Unis.
Les États-Unis et le Danemark lancent une intense opération de nettoyage et de récupération mais l'étage secondaire de l'une des armes nucléaires était toujours manquant une fois l'opération terminée. Les opérations Chrome Dome du Strategic Air Command de l'USAF sont interrompues immédiatement après l'accident, ce qui met en exergue les risques de sûreté et les risques politiques de ces missions. Les procédures de sécurité sont révisées et des explosifs plus stables sont développés pour être utilisés dans les armes nucléaires.
En 1995, un scandale politique au Danemark fait suite à un rapport ayant révélé que le gouvernement a donné des permissions implicites pour baser des armes nucléaires au Groenland, en violation de la politique danoise de 1957 de cette zone dénucléarisée. Les travailleurs ayant participé au programme de nettoyage ont fait campagne pour l'indemnisation des maladies liées aux radiations dont ils ont été victimes dans les années suivant l'accident.

## Thule Monitor Mission

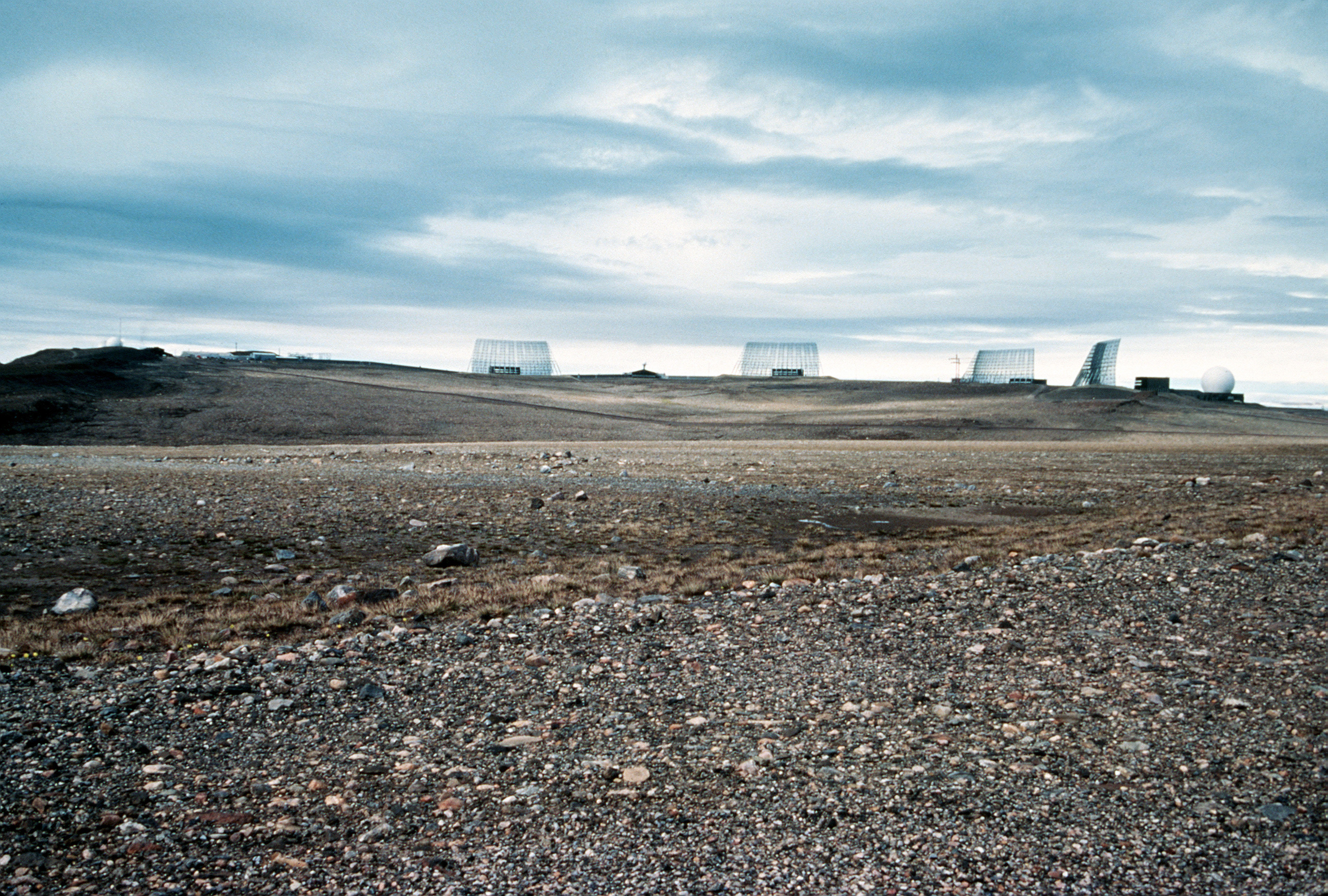
Antennes BMEWS à Thulé avec un radome moderne de réseau de contrôle des satellites sur la droite.

En 1960, le Strategic Air Command (SAC) de l'USAF commence l'opération Chrome Dome, un programme d'alerte en vol de la guerre froide conçu par le général Thomas S. Power qui fait voler des B-52 Stratofortress équipés d'armes nucléaires près des frontières de l'Union soviétique. Les vols sont programmés de façon que douze bombardiers soient en l'air à tout moment,. Ces bombardiers donnent au SAC des capacités offensives dans le cas d'une première frappe soviétique, et fournissent une force de dissuasion nucléaire significative dans le contexte de la guerre froide. À partir de 1961, des bombardiers B-52 réalisent également des missions secrètes « Hard Head » (ou « Thule Monitor Mission ») au-dessus de la base aérienne de Thulé avec l'intention de garder une surveillance visuelle par le Ballistic Missile Early Warning System (BMEWS), stratégiquement important, de la base, qui peut avertir du lancement d'un missile soviétique. Si le lien de communication entre le Commandement de la défense aérospatiale de l'Amérique du Nord et la base sont rompus, les équipages des appareils peuvent déterminer si l'interruption résulte d'une attaque ou de problèmes techniques,,. La mission de surveillance commence lorsque l'appareil désigné atteint le point de cheminement à 75° 00′ N, 67° 30′ O dans la mer de Baffin et entame des boucles en forme de huit au-dessus de la base aérienne à une altitude de 11 000 m (35 000 ft).
En 1966, le secrétaire de la Défense des États-Unis Robert McNamara propose d'abandonner les vols « Chrome Dome » car le système BMEWS est alors pleinement opérationnel, les bombardiers sont rendus redondants par les missiles, et 123 millions de dollars (885 millions en 2014) peuvent être économisés. Le SAC et les Comité des chefs d'état-major interarmées (Joint Chiefs of Staff) s'opposent à la proposition et un compromis est trouvé par lequel une plus petite force, de quatre bombardiers, doit être en alerte chaque jour. Malgré le programme réduit et les risques mis en évidence par l'accident du B-52 en Espagne en 1966, le SAC continue à consacrer un des appareils à la surveillance de la base de Thulé. Cette affectation n'est pas connue des autorités civiles des États-Unis, la SAC estimant qu'elles n'ont pas le « besoin d'en connaître » sur ces opérations spécifiques.

## L'incident«Broken Arrow»
Le 21 janvier 1968, un B-52G Stratofortress, matricule 58-0188, d'indicatif d'appel « HOBO 28 », du 380th Strategic Bomb Wing (en) de la Plattsburgh Air Force Base (en), dans l'État de New York, est assigné à la mission « Hard Head » au-dessus de Thulé et de la baie de Baffin. L'équipage du bombardier consiste en cinq membres habituels dont le capitaine John Haug, le commandant de l'avion. Également à bord se trouvent un navigateur de substitution (le capitaine Curtis R. Criss) et un troisième pilote obligatoire (le major Alfred D'Mario).
Avant le décollage, D'Mario place trois coussins en mousse recouverts de tissu sur une bouche de chauffage sous le siège de l'instructeur navigateur, dans la partie arrière du pont inférieur. Peu après le décollage, un autre coussin est placé sous le siège. Le vol est sans histoire jusqu'au ravitaillement en vol prévu, qui a lieu depuis un KC-135 Stratotanker, qui doit être réalisé manuellement en raison d'un problème sur le pilote automatique du B-52G. Environ une heure après le ravitaillement, alors que l'appareil survole sa zone désignée, le capitaine Haug demande au copilote Svitenko de prendre son moment de repos. Son siège est pris par le pilote de remplacement D'Mario. À cause du froid, l'équipage n'est pas installé confortablement bien que le rhéostat de chauffage soit activé, ce qui fait que D'Mario ouvre une prise d'air moteur pour amener de l'air chaud supplémentaire dans le système de chauffage. À cause d'un dysfonctionnement du système de chauffage, l'air se refroidit à peine en se déplaçant du collecteur du moteur jusqu'aux conduits de chauffage. Au cours de la demi-heure qui suit, la température dans la cabine devient désagréablement élevée, et les coussins prennent feu. Après qu'un des membres d'équipage a senti du caoutchouc brûlé, ils cherchent un feu. Le navigateur cherche dans le compartiment inférieur deux fois avant de découvrir le feu derrière une boîte métallique. Il tente de l'éteindre avec deux extincteurs, mais sans y parvenir,.

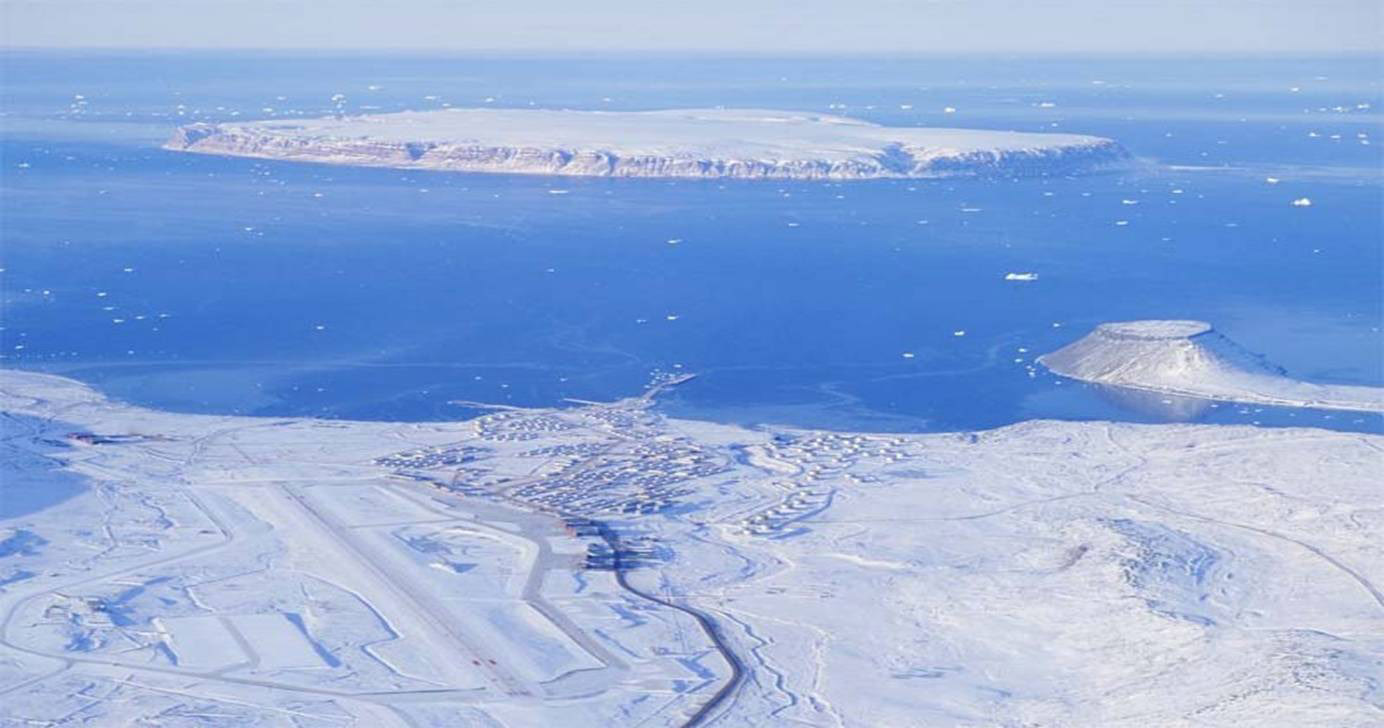
La base de Thulé au premier plan avec la baie North Star, qui était recouverte de la banquise à l'époque de l'accident, à l'arrière-plan.

À 15 h 22 EST, après environ six heures de vol et à 140 km au sud de la base de Thulé, Haug déclare une urgence. Il avertit le contrôle aérien de Thulé qu'il a un incendie à bord et demande la permission de réaliser un atterrissage d'urgence à la base. Dans les cinq minutes qui suivent, les extincteurs de l'avion s'épuisent, la puissance électrique est perdue et de la fumée remplit le cockpit au point que les pilotes ne peuvent plus lire leurs instruments,. Avec l'aggravation de la situation, le capitaine réalise qu'il ne parviendra pas à poser l'avion et demande à l'équipage de se préparer à l'abandonner. Ils attendent que D'Mario leur annonce qu'ils sont au-dessus des terres et, lorsqu'il confirme que l'appareil est directement au-dessus des lumières de la base de Thulé, les quatre membres d'équipage s'éjectent, suivis peu de temps après par Haug et D'Mario. Le copilote Leonard Svitenko, qui a quitté son siège éjectable lorsque le pilote de réserve l'a remplacé, est mortellement blessé à la tête en essayant de sauter en parachute à travers l'une des deux trappes inférieures,,.
L'avion, qui n'est plus piloté, continue dans un premier temps à voler vers le nord, puis effectue un virage de 180° à gauche, et s'écrase sur la banquise dans la baie North Star avec un angle relativement faible de 20 degrés — à environ 12,1 km à l'ouest de la base de Thulé — à 15 h 39 EST,. Les composants conventionnels hautement explosifs des quatre bombes à hydrogène B28FI de 1,1 mégatonne explosent à l'impact, répandant des matériaux radioactifs sur une grande surface de manière similaire à une bombe sale. Les « maillons faibles » dans l'arme empêchent le déclenchement d'une explosion nucléaire. La chaleur extrême générée par la combustion de plus de 100 tonnes (225 000 lb) de carburant pendant les cinq à six heures qui suivent l'accident fait fondre la calotte glaciaire, entraînant l'enfoncement de l'épave et des munitions vers le fond de l'océan.
Haug et D'Mario sont parachutés sur les terrains de la base et contactent le commandant dix minutes l'un après l'autre. Ils l'informent qu'au moins six membres d'équipage se sont éjectés avec succès et que l'avion transportait quatre armes nucléaires. Des membres du personnel en repos se rassemblent pour mener les opérations de sauvetage pour les membres d'équipage restants. En raison des conditions climatiques extrêmes, l'obscurité arctique et une glace non navigable, la base compte en grande partie sur le représentant à Thulé du département de commerce royal du Groenland, Jens Zinglersen, pour mettre en place des équipes de recherche indigènes utilisant des chiens de traîneau. Trois des survivants atterrissent à moins de 2,4 km de la base et sont secourus dans les deux heures qui suivent,. Pour ces actions initiales et ses services ultérieurs, Zinglersen reçoit l'Air Force Exceptional Civilian Service Medal le 26 février 1968 des mains de l'ambassadeur des États-Unis K. E. White. Le capitaine Criss, qui a été le premier à s'éjecter, atterrit à 9,7 km de la base ; il reste disparu sur la banquise pendant 21 heures et souffre d'hypothermie en raison d'une température de −31 °C et survit en s'enveloppant dans son parachute,.
Un survol du lieu de l'accident immédiatement après montre seulement six moteurs, un pneu et quelques petits débris sur la surface noircie de la glace. L'incident est appelé un « Broken Arrow » (flèche brisée), un terme militaire américain qui décrit un accident impliquant une arme nucléaire mais qui ne présente pas de risque de guerre,.

## ProjetCrested Ice
L'explosion et l'incendie qui résultent de l'accident entraînent une dispersion des éléments radioactifs des bombes sur une zone de 1 600 × 4 800 m. Des morceaux de la soute à bombes sont retrouvés 3,2 km au nord de la zone d'impact, indiquant que l'avion a commencé à se désintégrer avant de s'écraser,. La glace ayant été fragmentée au niveau du point d'impact, ce dernier se retrouve noyé dans une étendue d'eau de mer de 50 mètres de diamètre. Au sud de la zone est visible une traînée large de 120 m et longue de 670 m, marquant l'endroit où le carburant dispersé a brûlé ; la zone est hautement contaminée par le carburant, du JP-4, et des éléments radioactifs provenant des bombes, dont du plutonium, de l'uranium, de l'américium et du tritium,, ; une quantité de plutonium de 380 mg/m2 est atteinte à certains endroits.
| Radionucléide | Période radioactive    | Type de radiation |
| ------------- | ---------------------- | ----------------- |
| Uranium 238   | 4,5 milliards d'années | Alpha             |
| Uranium 235   | 700 millions d'années  | Alpha             |
| Uranium 234   | 250 000 ans            | Alpha             |
| Plutonium 239 | 24 000 ans             | Alpha             |
| Américium 241 | 430 ans                | Alpha/Gamma       |
| Plutonium 240 | 6 600 ans              | Alpha             |
| Plutonium 241 | 14 ans                 | Bêta              |
| Tritium       | 12 ans                 | Bêta              |

Il existe des spéculations relatives à la perte d'une des quatre bombes, qui n'aurait pas été détruite lors de l'accident et aurait coulé. L'accident aurait été gardé secret. Une enquête de la BBC de 2008 semblait accréditer cette idée. Un rapport de l'Institut danois des affaires internationales de 2009 réfute ces allégations,,.